# Косэки, Ясухиро
Ясухиро Косэки (яп. 小関也朱篤 Косэки Ясухиро, р.14 марта 1992) — японский пловец, специализирующийся в плавании брассом, многократный чемпион и призёр Азиатских игр (2014 и 2018).

## Биография
Родился в 1992 году в японском городе Цуруока, префектура Ямагата на северо-западе Японии. Закончил Nippon Sport Science University в Токио. Тренируется в токийском Tatsumi International Swimming Center.

## Карьера
В 2013 году стал чемпионом летней Универсиады в Казани (Россия) на дистанции 100 м брассом (плюс серебро в эстафете) и двукратным чемпионом Восточноазиатских игр в Тяньцзине (Китай) (100 м брассом и эстафета).
В 2014 году выиграл 100 и 200 м брассом на Транстихоокеанском чемпионате в Голд-Косте (Австралия) и серебро в эстафете.
Затем стал 4-кратным призёром Азиатских игр 2014 в Инчхоне (Южная Корея), где трижды проиграл финальные заплывы казахстанскому пловцу Дмитрию Баландину, ставшему трёхкратным чемпионом Игр.
На Олимпийских играх в Рио 2016 вышел во все три финала на 50, 100 и 200 м брассом, но остался без медалей. Особенно драматичным был заплыв на 200 м, где он лидировал всю дистанцию, но сдал на последних 50 метрах. А чемпионом стал его давний обидчик Дмитрий Баландин.
На чемпионате мира по водным видам спорта 2017 в Будапеште (Венгрия) стал вице-чемпионом на дистанции 200 м брассом (2:07.29), уступив 0.33 сек. 4-кратному чемпиону Европейских игр-2015 Антону Чупкову (Россия).
В начале августа 2018 года выиграл чемпионат Тихоокеанского региона в Токио (Япония) на 100 м брассом (59,08) и взял два серебра в эстафетах.
На Азиатских играх-2018 в Джакарте (Индонезия) взял наконец реванш у Баландина, выиграв золото на всех трёх дистанциях 50, 100 и 200 м брассом и серебро в эстафете.